# Aethiopocassis sjoestedti
Aethiopocassis sjoestedti is een keversoort uit de familie bladkevers (Chrysomelidae). De wetenschappelijke naam van de soort werd in 1910 gepubliceerd door Spaeth.